# Kizimen
Il Kizimen (in russo Кизимен) è uno stratovulcano attivo della Kamčatka, in Russia.

## Descrizione

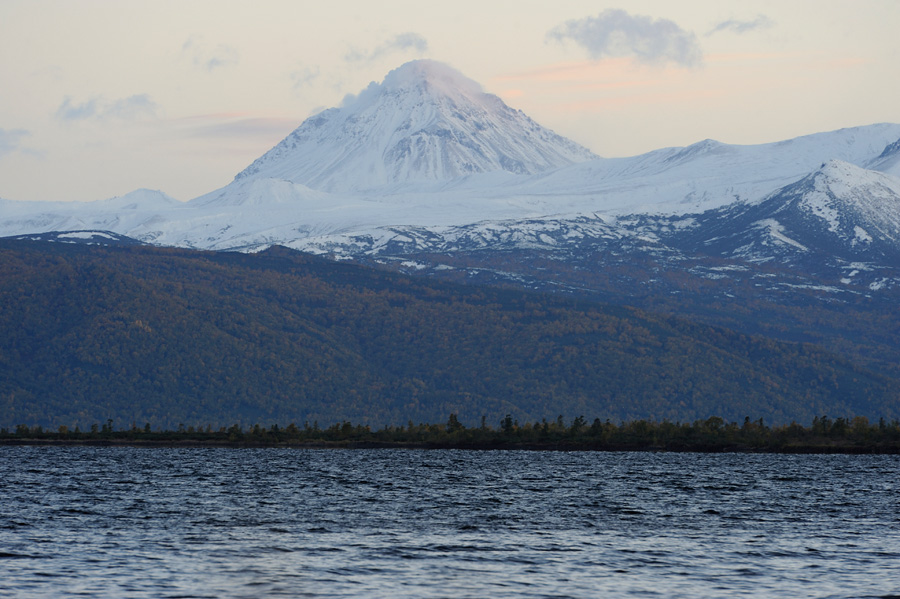
Il Kizimen visto dal lago Kronockij.

La montagna ha una forma conica regolare ed è alta 2.376 m s.l.m., sebbene alcune letterature indicano un'altitudine di 2.485 m. Il vulcano è particolarmente attivo e si hanno testimonianze dirette di eruzioni nel 1928-1929, 2010 e 2013.
Il Kizimen è il più meridionale dei vulcani attivi della depressione della Kamčatka Centrale. Si trova sul versante occidentale della punta meridionale della cresta Tumrok, a 115 km dal villaggio di Milkovo e a 265 km dalla città di Petropavlovsk-Kamčatskij. Il Kizimen è relativamente distante dagli altri vulcani attivi della Kamčatka in quanto situato sulla giunzione del graben della depressione della Kamčatka Centrale con l'horst della Catena Orientale, appena a nord del lago Kronockij, nella riserva naturale «Kronockij».
La sommità del vulcano consiste di strati sovrapposti di lava, mentre i fianchi sono costituiti da residui di colate laviche coperti da emissioni varie e rigati da diversi barrancos, solchi nel suolo di origine erosiva, lungo i quali vi sono ghiacciai e aree innevate. Il vulcano appartiene al gruppo vulcanico Kizimen-Gamčen.
Dal punto di vista petrologico le rocce del vulcano sono composte da fenocristalli di quarzo e olivina e per questo ha molte similitudini con il vulcano Unzen in Giappone.
Nelle vicinanze del vulcano sono situate le note sorgenti termali di Ščapinskie.

## Attività vulcanica
Il Kizimen si è formato a partire da circa 12.000 anni fa in quattro cicli eruttivi della durata totale di 2.000-3.500 anni. La prima fase ebbe luogo nell'alto Quaternario alla quale risalgono le rocce andesitiche, a cui seguirono periodi in cui si depositarono ceneri e deflussi di lava ignimbritica e dacitica.
Una delle eruzioni più potenti ebbe luogo tra l'8050 e il 6400-6300 a.C. caratterizzata da un VEI pari a 5. Un'altra eruzione degna di nota si verificò in un periodo tra il 5700 e il 5500 a.C.: questa iniziò in maniera blanda accompagnata da una pioggia di detriti ma si tramutò in una violenta eruzione che depositò grandi quantità di ignimbrite alla base del vulcano e provocò piogge di ceneri fino a 100 km di distanza. Depositi di lava a seguito di eruzioni continuarono per altri 700 anni circa.
Verso il 900 a.C. una eruzione provocò una forte detonazione accompagnata anch'essa dalla fuoriuscita di lava per un periodo di circa 1000 anni. Le ultime eruzioni furono caratterizzata da un sempre maggior tenore di materiali femici a scapito dei tefra.
Attorno all'anno 850 una nuova eruzione laterale creò un cratere sul lato nord-orientale di dimensioni 1000 x 700 m e dette origine ad un nuovo duomo di lava.
L'unica eruzione documentata storicamente, a parte quella del 2010-2013, si verificò a partire dal dicembre 1928 e durò fino a gennaio 1929 con VEI pari a 2. L'eruzione fu osservata dai cacciatori locali che la descrissero con "fiamme e fumo nero". Poiché non sono stati ritrovati depositi nelle circostanze, se ne deduce che fosse un'eruzione minore.

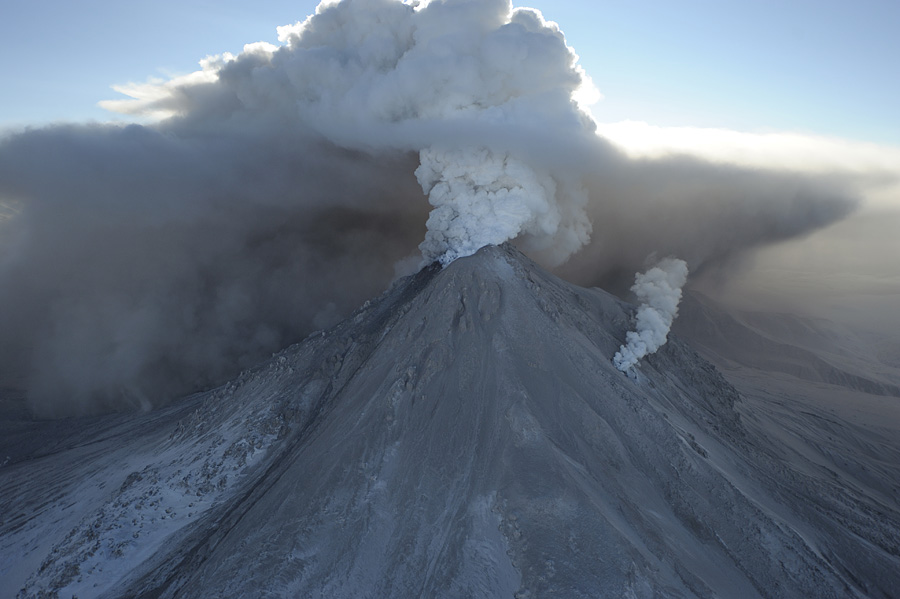
Il Kizimen fotografato il 26 gennaio 2011.

### Eruzione del 2010-2013
Il vulcano era in stato dormiente da dopo l'eruzione del 1929, tuttavia nel settembre 2009 si registrò un aumento della temperatura dell'acqua del lago del cratere di circa 10 °C nell'arco di una settimana accompagnato dalla comparsa di vapore dai fianchi del vulcano. L'attività vulcanica continuò per tutto il 2010 con la formazione di nuove fumarole e dal novembre 2010 con attività sismica ed emissioni di cenere. Nel gennaio 2011 fu registrata la formazione di un nuovo punto caldo, a testimonianza della presenza di lava. All'inizio di febbraio 2011 il vulcano scagliò una colonna di ceneri alta diversi chilometri.
Nell'aprile 2011 l'attività vulcanica cominciò a minacciare le popolazioni locali di renne.
Il 31 dicembre 2012, in seguito alla registrazione di 357 scosse sismiche nell'arco di 24 ore, il vulcano raggiunse il livello di allerta arancione. Il 10 gennaio 2013 una violenta eruzione liberò una colonna di ceneri fino all'altitudine di 4.200 m.
Il 7 dicembre 2013 l'attività del Kizimen e del vicino Ključevskaja Sopka aumentò decisamente, innalzandone il livello di allerta a rosso. La colonna di ceneri raggiunse un'altezza di 5,5-6 km e venne trasportata ad una distanza di 1000 km verso est. Un'allerta per i voli aerei venne emessa per i velivoli in transito nella regione attorno ai vulcani. Il 9 dicembre il livello di allerta venne ridotto a verde in seguito ad una significativa diminuzione dell'attività vulcanica.
Il vulcano non è molto conosciuto e i vulcanologi pensano che il Kizimen possa prossimamente eruttare in maniera simile all'eruzione del 1980 del monte Sant'Elena.